# Manuel Gulde
Manuel Gulde (Mannheim, 12 febbraio 1991) è un calciatore tedesco, difensore del SC Friburgo.

## Carriera

### Club
Ha giocato nella prima divisione tedesca.

### Nazionale
Ha giocato nelle nazionali giovanili tedesche Under-16, Under-17, Under-18, Under-19 ed Under-20.

## Palmarès

### Individuale
- Fritz-Walter-Medaille: 1

2008 (Under-17)